# Франасович, Драгутин
Драгутин Франасович (серб. Драгутин Франасовић, 5 декабря 1842, Стамбул — 18 апреля 1914, Вена) — сербский генерал армии и политик, занимавший посты министра обороны и министра иностранных дел. В 1899 году он сменил генерала Стевана Здравковича на посту президента Красного Креста Сербии и занимал этот пост до начала Великой войны, когда к власти пришёл Милош Борисавлевич. Франасович также был канцлером Королевских орденов с 1903 по 1905 год.